# Myripristis murdjan
Myripristis murdjan là một loài cá biển thuộc chi Myripristis trong họ Cá sơn đá. Loài này được mô tả lần đầu tiên vào năm 1775.

## Từ nguyên
Từ định danh murdjan bắt nguồn từ murdjân, tên thường gọi bằng tiếng Ả Rập của loài cá này.

## Phạm vi phân bố và môi trường sống
M. murdjan có phân bố rộng khắp khu vực Ấn Độ Dương-Thái Bình Dương, và bao gồm cả Biển Đỏ. Từ Đông Phi, phạm vi của chúng trải dài về phía đông đến rạn san hô vòng Midway và rạn san hô vòng Kure (Tây Bắc Hawaii) cùng đảo Wake, ngược lên phía bắc đến quần đảo Ryukyu (Nhật Bản), về phía nam đến Nam Phi, Úc và quần đảo Samoa.
Ở Việt Nam, M. murdjan được ghi nhận từ bắc vào nam, bao gồm quần đảo Hoàng Sa quần đảo Trường Sa ở ngoài khơi.
M. murdjan sống tập trung trên các rạn san hô, gần hang hốc hoặc trong đầm phá, có thể được tìm thấy ở độ sâu đến ít nhất là 50 m.

## Mô tả
Chiều dài cơ thể lớn nhất được ghi nhận ở M. murdjan là 60 cm. Loài này có màu đỏ nhạt, vảy cá viền nâu đỏ. Nắp mang có màu nâu sẫm đến đen (vị trí ngang giữa mắt). Gốc vây ngực cũng có màu nâu sẫm hoặc đen. Gai vây lưng có màu đỏ nhạt ở gốc, màu đỏ tươi ở cận rìa. Rìa trước của vây lưng, vây hậu môn, vây đuôi và vây bụng có màu trắng, đôi khi có sắc tố đen nhạt ở cận rìa trắng của vây lưng và vây hậu môn. Một đốm đen mờ ở mống mắt, phía trên đồng tử, và một đốm nhỏ hơn ở dưới.
Số gai ở vây lưng: 11; Số tia ở vây lưng: 13–15; Số gai ở vây hậu môn: 4; Số tia ở vây hậu môn: 11–14; Số vảy đường bên: 28–30.

## Sinh thái
M. murdjan là loài sống về đêm, ăn các động vật phù du.
Haliotrema susanae, một loài sán của họ Ancyrocephalidae, lần đầu được mô tả từ mang của M. murdjan. M. murdjan cũng là một vật chủ mới được ghi nhận của giáp xác ký sinh Cymothoa indica của họ Cymothoidae.

## Thương mại
Phần lớn các loài Myripristis có giá trị chủ yếu trong nghề cá quy mô nhỏ ở các vùng nhiệt đới. M. murdjan không mang giá trị như một loài cá cảnh ở Hawaii nhưng lại là một loài cá cảnh thường thấy ở Ấn Độ.